# Frithjof Lorentzen
Frithjof Lorentzen (7 de setembro de 1896 – 13 de julho de 1965) foi um esgrimista norueguês que participou dos Jogos Olímpicos de Verão de 1924 e de 1928, sob a bandeira da Noruega.